# Flatrate
Als Flatrate (englisch flat rate, für „Pauschaltarif“ oder „Pauschale“, auch flat fee für „Pauschalgebühr“) wird in der Wirtschaft der Anglizismus für Pauschalpreise von Telekommunikations-Dienstleistungen wie Telefonie und Internetverbindung bezeichnet. Neuerdings wird der Begriff wegen der hohen Werbewirksamkeit auch für Pauschaltarife in anderen Bereichen verwendet, in denen ein Pauschalpreis unabhängig vom Umfang der Nutzung eines Angebots gezahlt wird (siehe z. B. Flatrate-Partys und Flatrate-Fahrkarten). Diverse Anbieter von Mobiltelefondiensten verwenden den Begriff Flat bzw. Flatrate und Allnet Flat in irreführender Weise für letztendlich nicht pauschal geltenden Angebote.

## Herkunft und Bedeutung
Das Wort ist aus der englischen Sprache entlehnt; es drückt aus, dass ein Produkt oder eine Dienstleistung unabhängig von der Abnahmemenge zu einem Pauschalpreis verfügbar ist. „Flatrate“ wird nicht nur im Deutschen verwendet. Das Wort setzt sich zusammen aus englisch flat („flach, eben“) und englisch rate (Preis, Tarif).

## Wirtschaftlicher Hintergrund
Meist müssen die Anbieter von Flatrate-Tarifen für die Nutzung fremder Netze eine zeitabhängige Gebühr zahlen.  In dem Fall basiert der Flatrate-Tarif auf einer Mischkalkulation, bei der die Kunden, die das Angebot wenig nutzen, einen Anteil zur Finanzierung von Vielnutzern mit leisten. Sie rechnen sich somit eher für große Anbieter mit hohen Kundenzahlen als für kleinere Anbieter, bei denen schon eine geringe Zahl von Vielnutzern diese Kalkulation kippen lassen kann.
Einige Anbieter haben deshalb Vertragsbestimmungen, in denen sie sich vorbehalten, bei häufiger Nutzung das Vertragsverhältnis zu kündigen. Dies sind dann keine Flatrate-Tarife im ursprünglichen Sinne mehr.

## Sprachtelefonie

### Festnetz

#### USA
In den USA ist es seit Langem üblich, dass Ortsgespräche zu einem niedrigen monatlichen Grundpreis pauschal abgerechnet werden (unmetered local calls). Dieses Tarifmodell ist weltweit verbreitet.

#### Deutschland
In Deutschland war lange Zeit (in der Bundesrepublik bis 1979, in der DDR und in West-Berlin bis nach der Wiedervereinigung) eine Flatrate-ähnliche Abrechnung von Ortsgesprächen mit einer Verbindungsgebühr ohne Zeittaktung unabhängig von der Gesprächsdauer üblich.
2004 wurde erstmals ein Pauschaltarif für Gespräche in das deutsche Festnetz angeboten. Die Firma Arcor startete damals das Angebot für 20 Euro im Monat. Seit Oktober 2005 bietet auch der Marktführer, die Deutsche Telekom, eine Flatrate für Festnetzgespräche an, erst für 24 Euro im Monat, ab Dezember 2005 für 20 Euro im Monat. Viele andere Anbieter haben nachgezogen. Fast jeder bietet heute eine Festnetzflatrate an. Die Kosten liegen hierfür momentan (2009) bei etwa 10 Euro im Monat.
Einige Anbieter wie HFO telecom und HanseNet rechnen auch Gespräche zu nationalen Teilnehmernummern (032) im Rahmen ihrer Festnetz-Flatrates ab.
Eine europaweite Flatrate wurde erstmals von der Firma HanseNet mit dem Tarif Alice eingeführt.
Arcor bietet seit Oktober 2006 eine Flatrate ins Vodafone-Netz, seit Februar 2007 auch in die übrigen Mobilfunknetze.

### IP-Telefonie (VoIP)
Flatrates ins deutsche Festnetz über IP-Telefonie werden in Deutschland seit Ende 2004 angeboten, der erste Anbieter war Easyphone24. Die Gebühren lagen bei 19 Euro im Monat. Bei den Komplettanschlusspaketen vieler Telekom-Wettbewerber greifen die Anbieter für die Realisierung der Telefon-Flatrates in Anschlussbereichen, in denen sie keine eigene Festnetz-Vermittlungstechnik betreiben oder diese nicht mehr weiter ausbauen, auf VoIP zurück.
Durch die Realisierung der Telefon-Flatrates via VoIP sparen die Anbieter die Investitionen in die Festnetz-Vermittlungstechnik sowie gegebenenfalls in die Kollokation und zahlen – entgegen der Realisierung mittels Preselection – keine Zuführungs-IC-Gebühren, was für die Kalkulation ein entscheidender Vorteil ist.

### Mobilfunk

#### Deutschland
- Seit Mitte 2005 gibt es in Deutschland Flatrates für Gespräche vom Handy ins Festnetz und ins jeweils eigene Netz. E-Plus bietet seit 1. August 2005 mit seiner Submarke Base die erste deutsche Handyflatrate an, die unabhängig von Tageszeiten und Wochentage ist und netzintern und ins Festnetz gilt. Im März 2006 zog T-Mobile zunächst mit der DoubleFlat, ab August 2006 mit dem Max-Tarif, nach. Auch Vodafone bietet mit der SuperFlat seit dem 16. Oktober 2006 offiziell eine Flatrate ins eigene Netz an. O₂ bot bisher eine Flatrate innerhalb der Homezone an – seit Dezember 2006 kann man mit (Genion L) auch außerhalb dieser Homezone kostenlos ins deutsche Festnetz sowie in das Netz von O₂ telefonieren. Durch das Hinzukommen weiterer Anbieter, wie zum Beispiel congstar und klarmobil.de, wurde eine Senkung der monatlichen Kosten erreicht. Zudem konnte die Vielzahl an variablen Flatrates erweitert werden. Neben den Flatrates für Telefonieren erfreute sich auch die SMS Flatrate größerer Beliebtheit, sodass diese bei vielen Anbietern ab 2008 im Portfolio erhältlich waren. Erst relativ spät – seit ca. 2010 – ließen sich Flatrates mit Highspeed Datenvolumen separat buchen. Angefangen mit 50, 100, 300 und 500 MB Highspeed Datenvolumen können heute Surf-Flatrates im zweistelligen GB Bereich bestellt werden. Dabei ist zu erwähnen, dass die Surf-Flatrate eine unbegrenzte Nutzung vorsieht. Allerdings verdeutlicht das inklusive Datenvolumen die Zahl an MBs bzw. GBs mit einer höheren Übertragungsgeschwindigkeit. Nach Verbrauch der vertraglichen Leistungen wird die Surfgeschwindigkeit von den Anbietern auf einen niedrigeren Standard z. B. GPRS gedrosselt.

- Seit Anfang 2007 gibt es in Deutschland Flatrates für Gespräche vom Handy in alle deutschen Netze. Seit dem Frühjahr 2007 gibt es mit Free flat XL von Freenet und dem kurze Zeit später lancierten Base 5 von E-Plus sowie Genion XL von O₂ auch Mobilfunk-Flatrates in alle deutschen Mobilfunknetze. Aufgrund der hohen Terminierungsentgelte in fremde Mobilfunknetze sind diese Angebote deutlich teurer als die anderen Angebote. Innerhalb dieser Tarife gab es zunächst nur Flatrates für das unbegrenzte Telefonieren in die verschiedenen Mobilfunknetze sowie in das Festnetz. Extra dazu gebucht werden mussten SMS-Flatrates sowie Datenvolumina. Erst 2010 konnten die ersten Tarife angeboten werden, die preislich erschwinglich waren und dazu im Regelfall schon eine Internet Flatrate neben den Telefonie Flatrates beinhalteten. Vor allem 1&1 kann hier als Vorreiter der Allnet Flatrate genannt werden. Weitere Anbieter wie klarmobil und congstar stiegen jedoch alsbald mit in das Geschäft ein. Ab dem Jahr 2012 bieten nun auch ehemals reine Prepaidanbieter solche Gesamt-Tarifpakete zu günstigen Konditionen an. Die SMS Flatrate ist bei vielen Tarifen nicht inklusive. Obwohl ein Komplettpaket von Telefonie, Internet und SMS immer häufiger für Kunden buchbar ist und derzeit das Maximum an Tarifleistung hinsichtlich der Abdeckung der drei Kommunikationsmöglichkeiten eines Handys bzw. Smartphones darstellt.[2]

#### Schweiz
Auch in der Schweiz gibt es seit Mitte 2005 vom Mobilfunk-Anbieter Orange eine Flatrate für den Mobilfunkbereich. Das Produkt nennt sich „Orange-Maxima“ und erlaubt das zeitlich unbeschränkte Telefonieren auf das Fest- sowie das eigene Orange-Mobilnetz. Anrufe auf Mobilnetze anderer Anbieter (Swisscom, Sunrise Communications) sind weiterhin entgeltpflichtig. Seit Anfang 2006 bietet auch Sunrise mit dem Produkt relax super eine abgestufte Flatrate an. Mit der Einführung von neuen Preisplänen im Oktober 2007 wurde relax super durch das Produkt max abgelöst.

## Internetzugang

### Wählleitung
Ende 1998 bot der Anbieter Mobilcom eine Flatrate für den schmalbandigen Internet-Zugang über Wählleitung (Dial-Up) für einen damals sensationellen monatlichen Preis von DM 77,77 (zusätzlich zu den Kosten des Telefonanschlusses) an. Damit ging Mobilcom ein hohes Risiko ein, weil an die Deutsche Telekom als etabliertem Betreiber für jede Verbindung zeitabhängige Terminierungsentgelte zu entrichten sind. Es zeigte sich, dass die Kalkulation nicht aufging.  Kunden blieben dauerhaft eingewählt, auch wenn gerade keine Daten übertragen wurden. In der Folge waren die Einwahlknoten aufgrund der branchenüblichen Überbuchung oft wegen Überlastung nicht erreichbar. Durch die hohen Kosten war das Angebot für Mobilcom wirtschaftlich nicht rentabel. In den Folgemonaten gab es noch einige weitere Anläufe anderer Internet-Provider wie Sonnet oder NGI, eine Dialup-Flatrate anzubieten. Diesen Angeboten war jedoch ebenfalls keine längere Existenz beschert und wurden häufig unvermittelt, unter Vorschub anderer Gründe, wie z. B. technischer Probleme bei der Telekom, eingestellt. Es entstand ein erheblicher Druck auf die Regulierungsbehörde, die Deutsche Telekom zum Anbieten eines Großhandelsprodukts (Resale, Vorleistung) ohne Zeittaktung für die Realisierung von Dialup-Flatrates zu zwingen (Großhandelsflatrate, GHF).
Die Deutsche Telekom bot ab Juni 2000 über T-Online eine Dialup-Flatrate für die eigenen Endkunden an und bot schließlich den Internetprovidern an, Primärmultiplexanschlüsse direkt in den Teilnehmervermittlungsstellen zu buchen, so dass das eigene Koppelnetz in den Ortsvermittlungen auch bei verbreiteter Always-On-Nutzung der Einwahl-Flatrate-Zugänge nicht hätte ausgebaut werden müssen. Ein Internetprovider, der diese Vorleistung (Online-Vorleistungs-Flatrate, OVF) bundesweit nutzen möchte, müsste hierzu jedoch in 1600 Vermittlungsstellen mittels Kollokation eigene Einwahlknoten oder Anschlüsse an das eigene Schmalband-Konzentratornetz unterhalten und diese Vermittlungsstellen an das eigene Backbone anbinden. Diese Hürde war bewusst so hoch gewählt, dass bis heute kein im Wettbewerb mit der Telekom stehender Provider diese Vorleistung in nennenswertem Umfang nachfragte.
In den meisten anderen bedeutenden Staaten Westeuropas wurde in dieser Zeit der etablierte Netzbetreiber mittels konsequenter ex-ante-Marktregulierung zum Angebot einer Schmalband-Großhandelsflatrate auf Basis einer wesentlich weitmaschigeren Netzzusammenschaltung gezwungen (ST-Friaco bzw. Friaco II), womit dort landesweit seither relativ günstige Schmalband-Dialup-Flatrates für Konsumenten zur Verfügung stehen. Der deutsche, durch die damalige TKG-Fassung vorgegebene, unzureichende Regulierungsrahmen sah für den Markt des Internetzugangs jedoch nur die laxe Ex-post-Regulierung vor, so dass die deutsche Regulierungsbehörde mit diesem Ansinnen vor Gericht scheiterte. Die Deutsche Telekom hatte zuvor nämlich in Kenntnis dieses für sie günstigen Rechtsrahmens im Februar 2001 entschieden, das eigene T-Online-Flatrate-Angebot für Endkunden einzustellen, das aufgrund des von ihr vorgelegten Großhandels-Vorleistungsangebots nicht zu kalkulieren war. Ohne ein eigenes Endkunden-Angebot konnte mittels bloßer Ex-post-Regulierung die Telekom nicht zum Angebot einer Vorleistung auf ST-Friaco-Basis gezwungen werden.
Die zunehmende Verbreitung von DSL hat das Interesse der Provider und der zunehmend mit DSL versorgten Bevölkerungsmehrheit an einer Dial-up-Flatrate stark verringert, wenngleich in den Gebieten ohne Verfügbarkeit von DSL ohne preisgünstige Dialup-Schmalband-Flatrate die Benachteiligung wegen der nicht möglichen Always-on-Nutzung des Internets größer und die digitale Kluft tiefer ist als in den anderen westeuropäischen Ländern.
Seit Anfang 2007 bietet die Deutsche Telekom unter dem Namen T-Online eco flat wieder eine Flatrate für Konsumenten auf Basis der eigenen Schmalband-Dialup-Infrastruktur (T-Interconnect-OC) an, wobei diese drei- bis viermal teurer ist als ein marktüblicher DSL-Anschluss mit DSL-Flatrate oder eine Schmalband-Flatrate in Ländern mit ST-Friaco-Großhandelsflatrate.
Alternativ existieren regional günstigere Dialup-Flatrate-Angebote von Anbietern (z. B. Versatel, Arcor), wenn der Kunde über einen per Kollokation erschlossenen Hauptverteiler mittels entbündelter Teilnehmeranschlussleitung an das eigene Netz angebunden werden kann. Diese Anbieter erreichen mit ihren Angeboten etwa 60 % der Bevölkerung.
Im Juni 2007 startete Arcor eine bundesweit auch an Telekom-Telefonanschlüssen verfügbare, jeweils für einen Kalendermonat buchbare und über die Internet-by-Call-Plattform abgerechnete Dialin-Flatrate auf dem Preisniveau von günstigen DSL-Flatrates, musste das Angebot aber angesichts der weiter vorhandenen Schmalband-Vorleistungsabrechnung auf Minutenbasis an Telekom-Anschlüssen mehrmals modifizieren, so dass im Folgemonat Nutzer mit überdurchschnittlicher Online-Zeit den doppelten Preis zahlen und Power-User von der weiteren Nutzung ausgeschlossen werden.

### DSL

#### Klassische DSL Flatrate
Die weite Verbreitung von DSL als Standleitungstechnik hat in den frühen 2000er-Jahren den Markt des Internetzugangs für Endkunden revolutioniert. Die verwendete, wählleitungsähnliche Einwahltechnik über PPP over Ethernet oder PPTP erlaubt vielfältige Abrechnungsmöglichkeiten.
Der deutsche Markt stürzte sich dankbar auf die DSL-Technik, und es entbrannte schnell ein Preiskampf. Dabei wurde das Schlagwort Flat in verschiedenen Formen missbraucht. Es wird von vielen Marketingabteilungen inzwischen als Synonym für „Verbindung wird nicht zeitabhängig abgerechnet“ verwendet.
Eine Flatrate im Sinne dieses Artikels ist jedoch nur ein Tarif, der einen wirklichen Pauschalpreis bietet – völlig unabhängig von Nutzungsdauer und übertragener Datenmenge.
DSL-Flatrates werden üblicherweise von Vielnutzern als Tarifmodell gewählt. In der aktuellen Marktlage ist eine Flatrate aber auch für Nutzer interessant, die sich keine Gedanken über eventuelle Kostenfallen machen wollen und kalkulierbare Kosten wünschen.
Während die Preise für DSL-Flatrates bis 2005 üblicherweise nach der Anschlussbandbreite gestaffelt waren, kommen solche Tarife seither zunehmend aus der Mode und wurden durch standortabhängige Preise ersetzt. Damit können die Anbieter in den Ballungsgebieten, wo Internetkonnektivität und Leitungskapazität mehr als ausreichend vorhanden ist und der Kundenzugang zu niedrigen Kosten mittels Kollokation möglich ist, attraktive Preise anbieten, und gleichzeitig im weniger wettbewerbsintensiven ländlichen Raum mit aufgrund der geringeren Netzdichte ungünstigeren Vorleistungskosten kostendeckend anbieten.

#### DSL Flatrate auf Abruf
Eine DSL Flatrate auf Abruf (sogenannte FlatbyCall) kombiniert die Vorteile von DSLbyCall und Flatrate. Es entstehen lediglich Kosten bei aktiver Nutzung. Die Kosten sind dabei auf einen Maximalbetrag gedeckelt, so dass der Tarif ab einem bestimmten Datenvolumen quasi zur DSL-Flatrate wird. Wesentlicher Vorteil: Es bedarf keiner expliziten Kündigung gegenüber dem Diensteanbieter. Durch Nichtnutzung entstehen keine weiteren Kosten.

#### Rechtsfragen
Der Bundesgerichtshof (BGH) hat im Oktober 2006 entschieden, dass Internetprovider bei volumenunabhängigen Flatrate-Tarifen keine rechtliche Grundlage zur Speicherung sämtlicher Verbindungsdaten, also auch der IP, haben. Viele Provider setzten das Urteil sofort um, andere (wie T-Online) speichern die Daten dennoch mit der Begründung, dass die Umstellung der Software zu teuer sei und zu viel Zeit in Anspruch nähme.
Eine Löschung der Daten sowie Aufforderung zur Unterlassung der Speicherung kann auf einfachem Wege per Zivilklage am zuständigen Amtsgericht jedoch erreicht werden. Da der Bundesgerichtshof als höchste Instanz bereits entsprechend entschieden hat, sind andere Entscheidungen unwahrscheinlich. Oftmals reicht auch bereits ein Brief an den Provider mit Ankündigung der Klage.
Zwischen Einführung der Vorratsdatenspeicherung zum 1. Januar 2008 und ihrer Abschaffung durch das Bundesverfassungsgericht am 2. März 2010 waren Provider verpflichtet, die Verbindungsdaten sechs Monate zu speichern.

### Standleitung
Konventionelle Standleitungen haben nicht die Möglichkeit der zeitbasierten Abrechnung und werden üblicherweise mit Volumentarifen vertrieben. In diesem Kontext bedeutet der Begriff Flat, dass die Anbindung unabhängig vom übertragenen Datenvolumen pauschal abgerechnet wird. Ebenso wird eine Abrechnung mittels MRTG durchgeführt. Hier wird die benötigte Bandbreite ständig gemessen und zur Abrechnung zusammengezählt, daraus resultiert dann der Preis. Alternativ wird eine 95-%-Messung vorgenommen, die 5 % aller Trafficspitzen entfernt und den überbleibenden Wert berechnet.

### Mobilfunk
Im September 2003 brachte O2 mit dem Surf&Email-Pack (O2 Wap Flat im Szene-Jargon) als erster Netzbetreiber eine Flatrate für die Internet-Nutzung mit Handy-Webbrowsern auf GPRS-Basis auf den Markt. Bei älteren Endgeräten/Browsern mit WAP 1.2 konnten damit nur einfache, speziell für Handys angelegte oder angepasste WAP-Seiten betrachtet werden. Im Zuge des Umstiegs auf WAP 2.0 ab Jahreswechsel 2003/2004 änderte sich dies jedoch: WAP 2.0 verwendet die üblichen IP/HTTP/HTML-Protokolle und sofern der Handy-Browser in der Lage ist, umfangreiche HTML-Seiten darzustellen (was bei vielen Smartphones und mit nativen Handy-Browsern auf Basis von NetFront, Opera Mobile, Safari oder Pocket-IE der Fall ist), können diese im Rahmen des gebuchten Surf&Email-Packs zum Pauschalpreis aufgerufen werden. Auf einigen Handys oder mittels Patches laufen auch MIDlets wie Opera Mini, die zum Datenaustausch HTTP verwenden, über das Surf&Email-Pack. Ab Mitte April 2008 stellt O2 dieses Pack ein und stellt bisherigen Kunden einen auf 200 MB begrenzten, volumenbasierten Tarif zur Verfügung.
Seit November 2003 bot E-Plus in fester Verbindung mit dem Hiptop eine „Internet-Flatrate“ an. Dabei wurden die normalen Internet-Seiten auf den Servern des Herstellers speziell für diese Endgeräte aufbereitet. Es konnten E-Mails verschickt und Instant-Messaging genutzt werden. Downloads waren nicht möglich.
Im September 2005 startete E-Plus einen Pauschaltarif für den paketvermittelten Internet-Zugang über sein UMTS- bzw. GSM/GPRS-Netz. Der Netzbetreiber bündelte mit dem Angebot die VoIP-Anwendung Skype, untersagte aber die Verwendung von SIP-fähigen Anwendungen.
Vodafone und T-Mobile bieten mit ihren 5-GB-Volumentarifen und den jeweiligen Fair-Use-Policies seit März 2006 Paketdaten-Tarife mit möglicher HSDPA-Nutzung an, die alle zwei Monate (Vodafone) bzw. in jeweils zwei aufeinanderfolgenden Monaten (T-Mobile) als Flatrate ohne Volumenbeschränkung nutzbar sind.
Seit 2011 wird der neue Standard LTE als vierte Generation des Mobilfunks von Telekom Deutschland, Vodafone und o2 flächendeckend in Deutschland ausgebaut. Nutzer können nun Internet Flatrates, meist im Zusammenhang von Allnet Flatrates, mit Datenraten von bis zu 100 Mbit/s buchen. Um diese hohe Übertragungsgeschwindigkeit nutzen zu können, wird allerdings ein LTE fähiges Smartphone benötigt.
Im August 2011 hat die Verbraucherzentrale Nordrhein-Westfalen eine einstweilige Anordnung gegen mehrere große deutsche Mobilfunkanbieter erwirkt, die diesen die monierte Flatrate-Werbung im Internet verbietet.
Im März 2013 folgte eine weitere Abmahnung gegen zwei Mobilfunkanbieter wegen irreführender Werbung.

## Abgrenzung

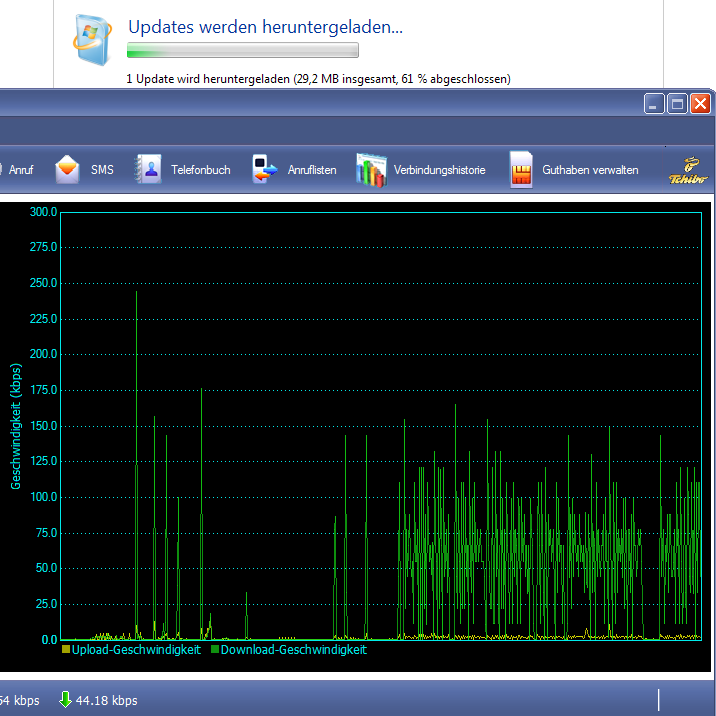
o2-DE "wie GPRS" Geschwindigkeit

Von Anbietern werden auch Tarife als Flatrate beworben, die lediglich Volumentarife sind. Anfang April 2008 machte E-Plus Schlagzeilen, indem sie Kunden, die eine „Flatrate“ für mobiles Internet angeblich in „übermäßigem“ Umfang nutzten, fristlos kündigten. Ende April 2008 geriet Vodafone in die Kritik, nachdem sie eine Handy-„Flatrate“ anpries, sich aber bei einer Nutzungsdauer von mehr als 250 Stunden im Monat eine Kündigungsmöglichkeit vorbehielt. Außerdem hat Vodafone die „Flatrate“ für SMS nachträglich auf 3000 SMS pro Monat begrenzt.
Als Flatrate werden ebenfalls Tarife beworben, in denen in einem klar definierten Zeitraum ein gewisses Übertragungsvolumen (je nach Anbieter und Zeitraum 50 MB, 100 MB, 200 MB, 250 MB, 1 GB, 2 GB, 5 GB) mit hoher Geschwindigkeit zur Verfügung steht, weiteres Übertragungsvolumen unbegrenzt mit niedrigerer Geschwindigkeit.
Die Verbraucherzentrale Nordrhein-Westfalen geht aktuell sowohl gegen die Deutsche Telekom als auch gegen die Telefónica Germany gerichtlich vor. Wie Ende Mai 2013 bekannt wurde, wollen die Verbraucherschützer mit ihren Klagen klären lassen, wann eine Flatrate als solche bezeichnet werden darf.